# Klub Sportowy Pałac Bydgoszcz 2021-2022
Questa voce raccoglie le informazioni riguardanti il Klub Sportowy Pałac Bydgoszcz nelle competizioni ufficiali della stagione 2021-2022.

## Organigramma societario
Area direttiva
- Presidente: Piotr Makowski

Area tecnica
- Allenatore: Piotr Matela (fino al 16 novembre 2021), Alessandro Lodi (dal 16 novembre 2021 al 16 febbraio 2022), Mirosław Zawieracz (dal 16 febbraio 2022)
- Allenatore in seconda: Jakub Tęcza

## Rosa
| N° | Nome              | Ruolo | Data di nascita   | Nazionalità sportiva |
| -- | ----------------- | ----- | ----------------- | -------------------- |
| 1  | Patrycja Polak    | O     | 23 febbraio 1991  | Polonia              |
| 3  | Tatjana Bokan     | S     | 9 aprile 1988     | Montenegro           |
| 4  | Kamila Kobus      | C     | 29 giugno 1999    | Polonia              |
| 6  | Aleksandra Justka | L     | 13 maggio 2002    | Polonia              |
| 7  | Magdalena Godos   | P     | 12 settembre 1983 | Polonia              |
| 8  | Magdalena Saad    | L     | 14 maggio 1985    | Polonia              |
| 9  | Zuzanna Szperlak  | S     | 20 luglio 2000    | Polonia              |
| 10 | Mariana Cassemiro | S     | 27 marzo 1987     | Brasile              |
| 11 | Paulina Majkowska | C     | 6 febbraio 1995   | Polonia              |
| 12 | Ani Bozdeva       | S     | 30 gennaio 1999   | Bulgaria             |
| 13 | Kinga Różyńska    | C     | 12 luglio 1998    | Polonia              |
| 14 | Dominika Surlit   | S     | 1º gennaio 2003   | Polonia              |
| 15 | Majka Szczepańska | O     | 24 aprile 1995    | Polonia              |
| 17 | Paulina Bałdyga   | P     | 24 luglio 1996    | Polonia              |
| 18 | Letícia Hage      | C     | 9 settembre 1990  | Brasile              |